# ダニエル・イヴェルセン
ダニエル・レネ・イヴェルセン（Daniel Lønne Iversen, 1997年7月19日 - ）は、デンマーク出身のサッカー選手。EFLチャンピオンシップ・プレストン・ノースエンドFC所属。デンマーク代表。ポジションはゴールキーパー。

## 経歴
デンマークのエスビャウfBでキャリアをスタートさせ、2016年1月、3年契約でレスター・シティに移籍した。
2018年7月26日、クラブと新たに4年契約を結び、リーグ2のオールダム・アスレティックへレンタル移籍。カップ戦を含む全試合に出場を果たした。
2019年7月22日、リーグ1のロザラム・ユナイテッドにレンタル移籍すると、主力としてクラブのリーグ1昇格に貢献した。
2020年2月28日、クラブと新たに5年半の長期契約を締結。
2020年8月13日、姉妹クラブであるOHルーヴェンにレンタル移籍するも、腰の怪我により5試合の出場にとどまった。
2021年1月7日、半シーズンのレンタル移籍を終え、同日チャンピオンシップのプレストン・ノースエンドへレンタル移籍した。
2021年8月4日、再びプレストン・ノースエンドへのレンタル移籍が決まった。
リーグ戦45試合に出場し13試合でクリーンシートを達成。
サポータおよび選手が選ぶ年間最優秀選手賞をダブル受賞した。
2022年8月23日、EFLカップ第2ラウンド、ストックポート・カウンティ戦にてレスター・シティでのトップチームデビューを果たした。試合はPK戦までもつれ、彼の3本のセーブによりチームは勝利した。
2022ｰ23シーズンは、カスパー・シュマイケルの退団もあって第2GKに昇格。さらに正GKダニー・ウォードのパフォーマンスが安定しないこともあり、2023年3月18日、ブレントフォード戦にてプレミアリーグデビューを果たした。以降はウォードと出場機会を分け合いながら、12試合に出場した。
2024年1月5日、ストーク・シティへシーズン終了までのレンタル移籍が発表された。加入後から即座に正GKを勝ち取り、リーグ戦18試合に出場した。
2025年5月28日、プレストン・ノースエンドFCへ4年契約で完全移籍することが発表された。

## 代表経歴
2019年9月、EURO 2020予選のジブラルタルとジョージア戦に向けてA代表に初招集された。

## 個人成績
2025年5月28日現在
| 所属クラブ                        | シーズン | リーグ             | リーグ | リーグ | FAカップ | FAカップ | EFLカップ | EFLカップ | その他 | その他 | 合計 | 合計 |
| 所属クラブ                        | シーズン | ディビジョン       | 出場   | 得点   | 出場     | 得点     | 出場      | 得点      | 出場   | 得点   | 出場 | 得点 |
| --------------------------------- | -------- | ------------------ | ------ | ------ | -------- | -------- | --------- | --------- | ------ | ------ | ---- | ---- |
| レスター・シティ                  | 2018-19  | プレミアリーグ     | 0      | 0      | 0        | 0        | 0         | 0         | 0      | 0      | 0    | 0    |
| レスター・シティ                  | 2022-23  | プレミアリーグ     | 12     | 0      | 3        | 0        | 2         | 0         | 0      | 0      | 17   | 0    |
| レスター・シティ                  | 2023-24  | チャンピオンシップ | 0      | 0      | 0        | 0        | 0         | 0         | 0      | 0      | 0    | 0    |
| レスター・シティ                  | 2024-25  | プレミアリーグ     | 0      | 0      | 0        | 0        | 0         | 0         | 0      | 0      | 0    | 0    |
| レスター・シティ                  | 合計     | 合計               | 12     | 0      | 3        | 0        | 2         | 0         | 0      | 0      | 17   | 0    |
| オールダム・アスレティック (loan) | 2018-19  | リーグ2            | 42     | 0      | 4        | 0        | 1         | 0         | 2      | 0      | 49   | 0    |
| ロザラム・ユナイテッド (loan)     | 2019-20  | リーグ1            | 34     | 0      | 3        | 0        | 1         | 0         | 0      | 0      | 38   | 0    |
| OHルーヴェン (loan)               | 2020-21  | ジュピラー         | 5      | 0      | 0        | 0        | 0         | 0         | 0      | 0      | 5    | 0    |
| プレストン・ノースエンド (loan)   | 2020-21  | チャンピオンシップ | 23     | 0      | 0        | 0        | 0         | 0         | 0      | 0      | 23   | 0    |
| プレストン・ノースエンド (loan)   | 2021-22  | チャンピオンシップ | 46     | 0      | 1        | 0        | 1         | 0         | 0      | 0      | 48   | 0    |
| プレストン・ノースエンド (loan)   | 合計     | 合計               | 69     | 0      | 1        | 0        | 1         | 0         | 0      | 0      | 71   | 0    |
| ストーク・シティ (loan)           | 2023-24  | チャンピオンシップ | 18     | 0      | 1        | 0        | 0         | 0         | 0      | 0      | 19   | 0    |
| プレストン・ノースエンド          | 2025-26  | チャンピオンシップ | 0      | 0      | 0        | 0        | 0         | 0         | 0      | 0      | 0    | 0    |
| 合計                              | 合計     | 合計               | 180    | 0      | 12       | 0        | 5         | 0         | 2      | 0      | 199  | 0    |

## タイトル

### 個人
- プレストン・ノースエンドFC 年間最優秀選手賞： 2021-22
- プレストン・ノースエンドFC 選手選出最優秀選手： 2021-22